# Tim Hasbargen
Tim Hasbargen (* 5. März 1996 in München) ist ein deutscher Basketballspieler.

## Laufbahn
Hasbargen betrieb als Jugendlicher die Sportarten Tennis, Skifahren und Fußball, ehe er über eine Schul-AG zum Basketball kam. Er spielte in der Jugend der TS Jahn München, dann des FC Bayern München. Für den FCB spielte er bis 2014 in der zweiten Herrenmannschaft in der Regionalliga. Von 2014 bis 2017 studierte und spielte er an der Cleveland State University (US-Bundesstaat Ohio), blieb jedoch Ergänzungsspieler. In drei Jahren kam er auf insgesamt 41 Einsätze für die Hochschulmannschaft der ersten NCAA-Division und verbuchte im Durchschnitt 1,7 Punkte pro Begegnung. An der Cleveland State University studierte er Betriebswirtschaftslehre mit Schwerpunkt Logistik. Sein letztes Jahr in den Vereinigten Staaten verbrachte er am im Bundesstaat Massachusetts gelegenen Babson College (dritte NCAA-Division) und erlangte dort einen Abschluss im Fach Finanzwesen. Bei 15 Saisoneinsätzen im Spieljahr 2017/18 stand der Münchener sieben Mal in der Anfangsformation und erzielte 6,1 Punkte sowie 2,9 Rebounds je Partie. Eine Verletzung verhinderte weitere Einsätze für die Hochschulmannschaft.
Im Juli 2018 wurde Hasbargen von der Spielgemeinschaft Ehingen/Urspring (2. Bundesliga ProA) verpflichtet. Er wurde Kapitän der Mannschaft. In seinem ersten Profijahr erzielte er für Ehingen im Schnitt 9,8 Punkte je Einsatz und erreichte das Viertelfinale. Im Spieljahr 2019/20 steigerte er seine Punktausbeute in Ehingen auf 11,4 je Begegnung, wurde mit der Mannschaft jedoch Tabellenletzter. Im Sommer 2020 gelang ihm der Sprung in die Basketball-Bundesliga, als er vom SC Rasta Vechta unter Vertrag genommen wurde. Mit den Niedersachsen verfehlte er in der Saison 2020/21 den Klassenverbleib, Hasbargen wurde in seinem ersten Bundesliga-Jahr in 29 Spielen eingesetzt und erzielte 5,9 Punkte je Begegnung. Er musste mit den Niedersachsen den Abstieg hinnehmen.
In der Sommerpause 2021 wechselte er zum Bundesligisten Telekom Baskets Bonn. Er verließ die Mannschaft Mitte März 2022.

### Nationalmannschaft
Im Frühjahr 2014 spielte er für Deutschland beim Albert-Schweitzer-Turnier, im Sommer desselben Jahres gewann er mit der deutschen U18-Nationalmannschaft die Goldmedaille bei der B-Europameisterschaft in Bulgarien. 2019 wurde er in die A2-Nationalmannschaft berufen und erreichte mit dieser im Juli 2019 bei der Sommeruniversiade in Neapel einen fünften Platz.